# Winfried Pilz
Winfried Pilz (4. července 1940 Varnsdorf – 23. února 2019 Görlitz) byl německý římskokatolický kněz a autor písní s náboženskou tematikou.

## Život
Od roku 1966 sloužil Winfried Pilz jako kněz kolínské arcidiecéze. Téměř 18 let byl rektorem vzdělávacího střediska Haus Altenberg v Altenbergu u Kolína nad Rýnem a zároveň zastával funkci arcidiecézního pastora pro mládež. Později působil jako referent mládežnického střediska v Düsseldorfu. V Altenbergu, kde se nacházel mezi lety 1133 a 1806 cisterciácký klášter, navázal v 70. a 80. letech 20. století na motto „Ora et labora“ a položil zde základy k akcím určeným pro práci s mládeží, které se nazývají „Ora-et-labora-Wochen“. V letech 1990–2000 sloužil jako farář v Kaarstu.
Od roku 2000 do 2010 působil monsignore Winfried Pilz jako prezident misijní organizace „Die Sternsinger“ a řídil tak tříkrálové sbírky v celém Německu. Roku 2007 byl zvolen prezidentem německé misijní rady „Deutscher Katholischer Missionsrat“. V letech 2010 až 2012 pobýval v Praze jako zahraniční pastorační pracovník. Roku 2012 odešel do penze a usídlil se v saském Leutersdorfu, jenž hraničí s jeho rodným městem Varnsdorfem. Příležitostně sloužil mše svaté a pořádal kulturní akce v kostele svatého Františka z Assisi ve Studánce a okolí.
Winfried Pilz zemřel 23. února 2019 ve večerních hodinách v görlitzké Maltézské nemocnici sv. Karla (Malteser Krankenhaus St. Carolus). Poslední rozloučení proběhlo 9. března 2019 v leutersdorfském kostele Nanebevzetí Panny Marie. Následně byl pohřben do rodinné hrobky ha hřbitově ve Studánce.

## Dílo
Winfried Pilz otextoval a složil řadu skladeb žánru „Neues Geistliches Lied“ (česky „nová duchovní hudba“). Nejznámější z nich je německá verze písně „Laudato si“.
Písně Winfrieda Pilze (výběr)
- Als du einst vorbeigingst – text; hudba Pekka Simojoki
- Aus der Tiefe (1981) – hudba a text
- Du bist das Brot, das den Hunger stillt (1991) – text Thomas Laubach, Thomas Nesgen, Winfried Pilz, hudba Thomas Nesgen
- Feuer auf die Erde zu werfen (1974) – hudba a text
- Halleluja (Ihr seid das Volk) – text; hudba Gerhard Hopfer
- Hörst du? (1990) – text; hudba Markus Pytlik
- Ich glaub an einen Gott, der singt (1987) – text; hudba Noël Colombier
- Laudato si (1974) – text
- Mirjam aus Israel – text; hudba Markus Pytlik
- Nepomuk Lied (2011) – hudba a text
- Von Angst und Leid umfasst trägst du all unsre Last – text; hudba Kießig
- Wir sind die Kinder dieser Welt (2005) – text Winfried Pilz, Daniela Dicker, Siegfried Fietz, hudba Siegfried Fietz[6][7]

## Galerie

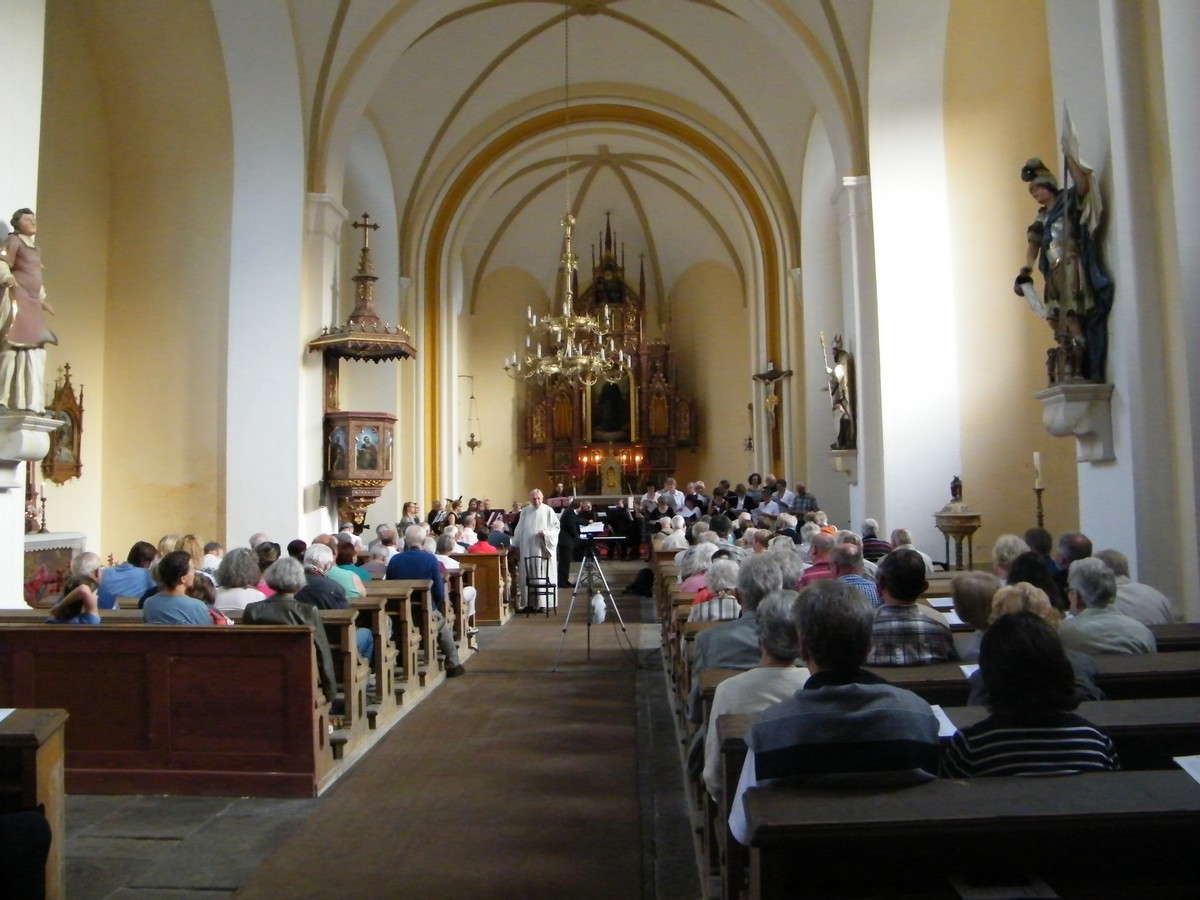
Winfired Pilz jako moderátor koncertu v kostele svatého Františka z Assisi ve Studánce
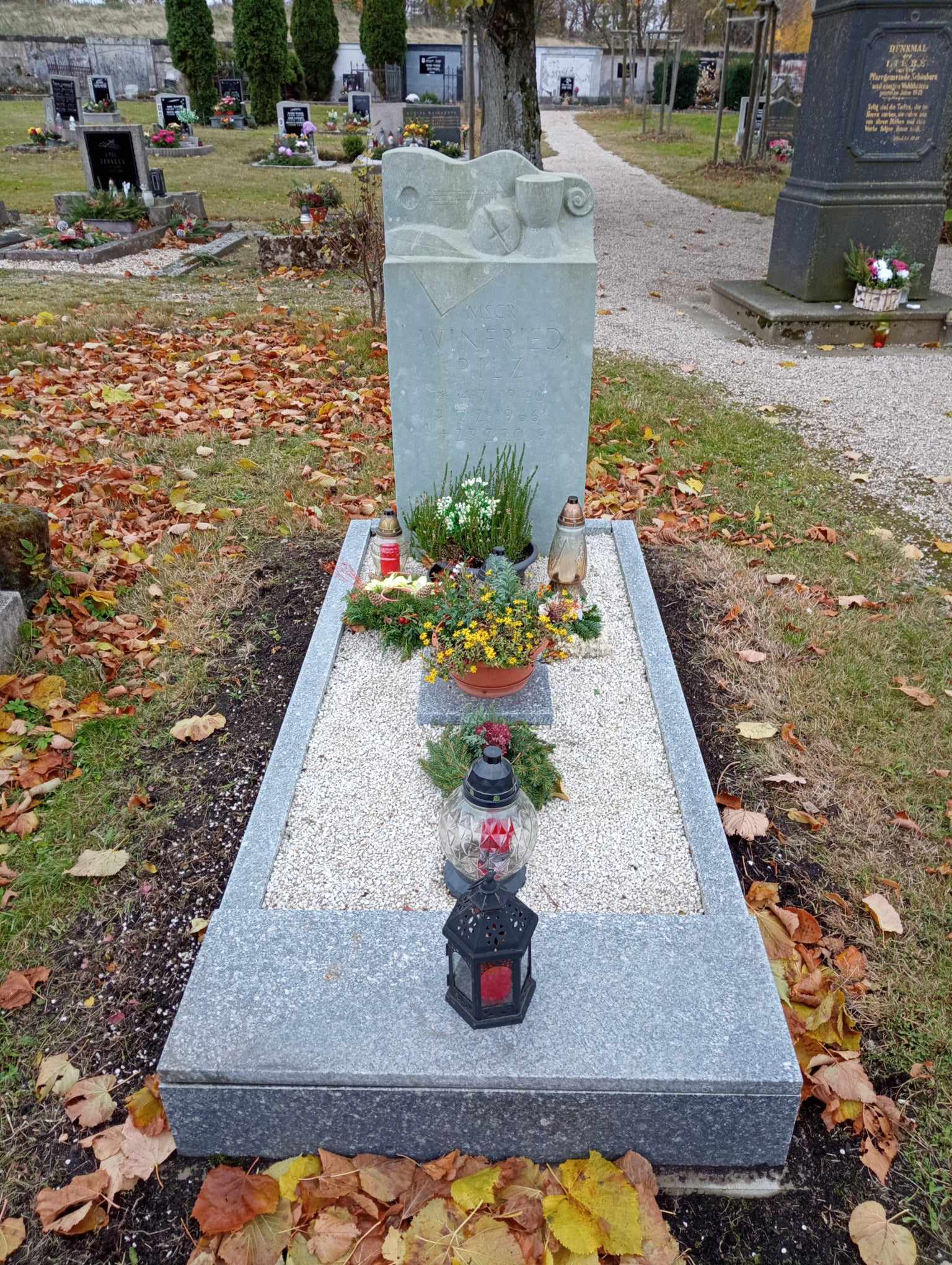
Hrob Winfrieda Pilze na studáneckém hřbitově